# Ривадавия, Бернардино
Бернарди́но Ривада́вия (полное имя — Бернарди́но де ла Тринида́д Гонса́лес Ривада́вия и Ривада́вия, исп. Bernardino de la Trinidad Gónzalez Rivadavia y Rivadavia; 20 мая 1780, Буэнос-Айрес, Аргентина, — 2 сентября 1845, Кадис, Испания) — аргентинский государственный и политический деятель, один из руководителей борьбы за независимость Южной Америки от испанского господства, в 1811—12 годах член Первого Триумвирата — аргентинского правительства, первый президент Аргентины с 8 февраля 1826 по 9 августа 1827 года.

## Биография
Родился в Буэнос-Айресе в 1780 году в семье адвоката. Во время английского вторжения в Аргентину в 1806 году и в мае 1810 года он был лейтенантом. 22 мая 1810 года он вместе с другими делегатами проголосовал за свержение испанского вице-короля и создание автономного аргентинского государства.
В 1811 году Ривадавия стал доминирующим членом руководящего триумвирата как министр финансов. С 1812 — министр внутренних и иностранных дел. В октябре 1812 года восстание свергло Триумвиарт, заменив его Вторым триумвиратом. Ривадавия был арестован, и было решено выслать его на некоторое время. Однако уже в 1814 году он был призван на государственные должности. 
В 1815—1821 годах возглавлял дипломатическую миссию Объединённых провинций Ла-Платы в Европе. Состоял в переписке с министром иностранных дел Великобритании лордом Каслри, с графом К. В. Нессельроде и другими видными европейскими дипломатами, пытаясь обеспечить сначала невмешательство европейских монархий в конфликт Испании со своими заморскими колониями, а затем ускорить дипломатическое признание молодых южноамериканских государств. 
В мае 1821 года он возвращается в Аргентину и в июне становится государственным министром в правительстве губернатора Буэнос-Айреса Мартина Родригеса. На этом посту он провёл ряд политических и экономических реформ (частичная аграрная реформа, создание банковской системы), а также военную и церковную реформы, реформу народного просвещения. Он основал университет Буэнос-Айреса, несколько академий, первый на континенте музей естественных наук, а также расширил фонды национальной библиотеки.
В феврале 1826 года, Ривадавия был избран президентом Объединённых провинций Ла-Платы, преобразованных в декабре 1826 года в Аргентинскую Конфедерацию. У его правительства было много проблем, прежде всего война с Бразилией из-за территории Уругвая и проявляющийся в более или менее острых формах сепаратизм провинциальных властей. В результате вспыхнувшего вооруженного восстания Ривадавия подал в отставку 29 июня 1827 года. Сначала он вернулся к частной жизни, но в 1829 году эмигрировал в Европу. В 1834 году Ривадавия попытался вернуться в Аргентину, но вновь был изгнан: сначала в Бразилию, а потом в Испанию, где и умер 2 сентября 1845 года.

## Память
- В честь него названа самая длинная улица Аргентины Авенида Ривадавия (в Буэнос-Айресе), длиной более 14 км.
- Его имя носит Аргентинский музей естественных наук имени Бернардино Ривадавия.